# Museu de Marinha
O Museu de Marinha[i] (MM) é um museu situado na freguesia portuguesa de Belém, no município de Lisboa, mais precisamente, na ala oeste do Mosteiro dos Jerónimos. É um dos mais importantes, reconhecidos e visitados de Portugal. 
É um dos equipamentos culturais da Comissão Cultural de Marinha. 

## História

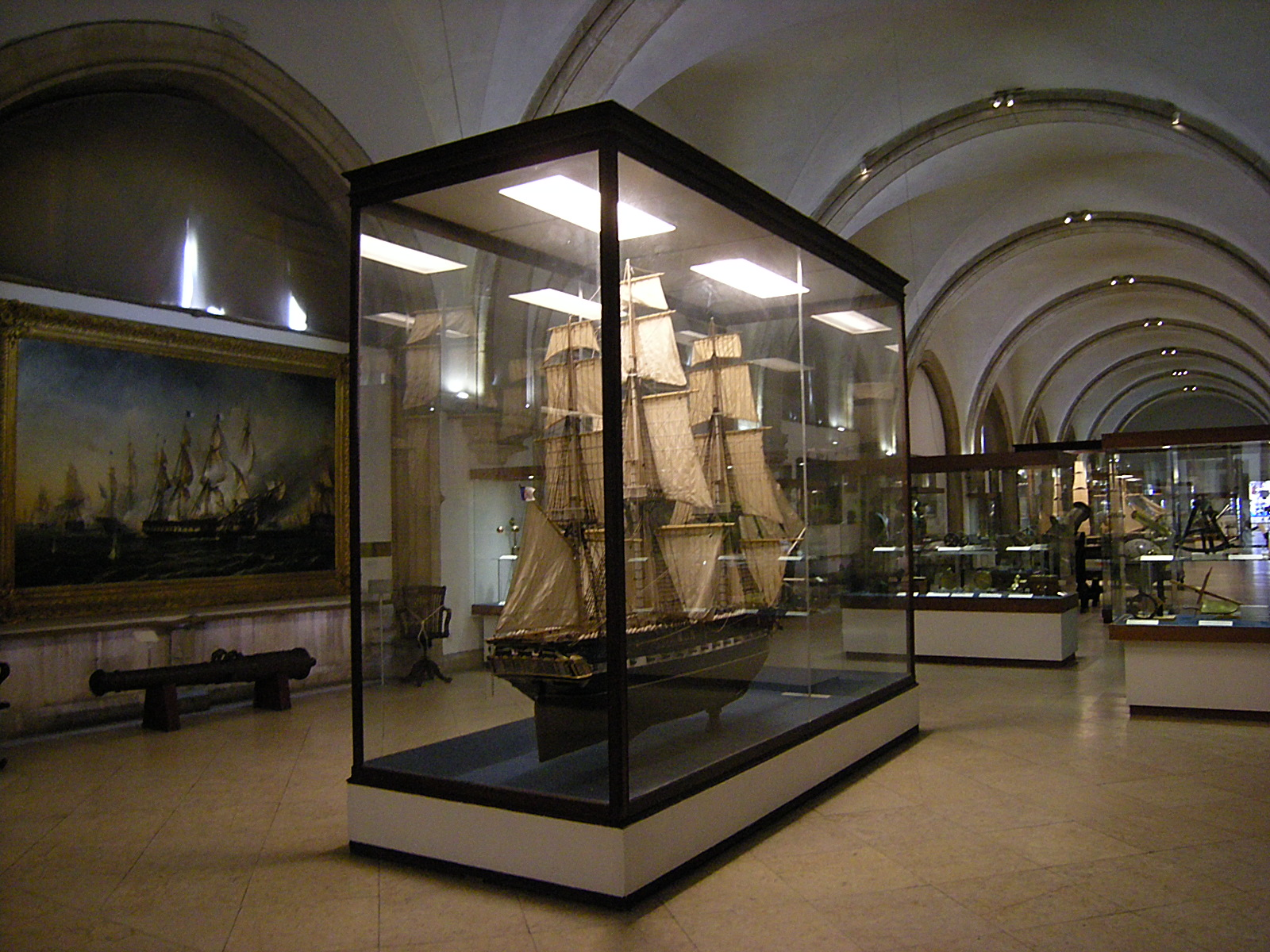
A sala dos descobrimentos

O Museu remonta a 1863, quando D. Luís decretou a constituição de uma colecção de testemunhos relacionados com a atividade marítima portuguesa.
Depois de passar por vários espaços, nomeadamente o palácio dos Condes de Farrobo nas Laranjeiras, em Lisboa, onde esteve de 1949 até 1962, ano em que se instalou nas alas Norte e Poente do Mosteiro dos Jerónimos. Considerado Organismo Cultural da Marinha de Guerra Portuguesa, a sua missão, mais do que relevar exclusivamente os assuntos militares navais, é salvaguardar e divulgar o passado marítimo português e tudo o que se relaciona com os mais diversos aspectos e actividades humanas no mar.
O museu inclui o Pavilhão das Galeotas que alberga as embarcações reais, como o bergantim, mandado construir em 1780, e que navegou pela última vez em 1957, por ocasião da visita oficial da Rainha Isabel II de Inglaterra a Portugal.
Este pavilhão, construído em finais da década de 1950 com projeto de arquitetura do Prof. Arquiteto Frederico George, é o primeiro edifício construído em Portugal de raiz, para albergar coleções museológicas.
A 10 de junho de 2023, foi agraciado com o grau de Membro Honorário da Ordem Militar de Sant'Iago da Espada.

## Acervo
O Museu ocupa uma área total de cerca de 50 mil metros quadrados, dedicando 16.050 metros quadrados à exposição permanente. O espólio é constituído por mais de 20.000 peças museológicas, estando expostas apenas seis mil.
O acervo do museu é constituído por  modelos de Galés, embarcações fluviais e costeiras e navios desde os Descobrimentos até ao século XIX.
Também possui uma vasta colecção de armas e fardamentos, instrumentos de navegação e cartas marítimas.
O Museu inclui um centro de documentação com 14.500 obras, um arquivo de imagem, que reúne, aproximadamente, 120 mil imagens, e um arquivo de desenhos e planos com mais de 1.500 documentos de navios portugueses antigos.

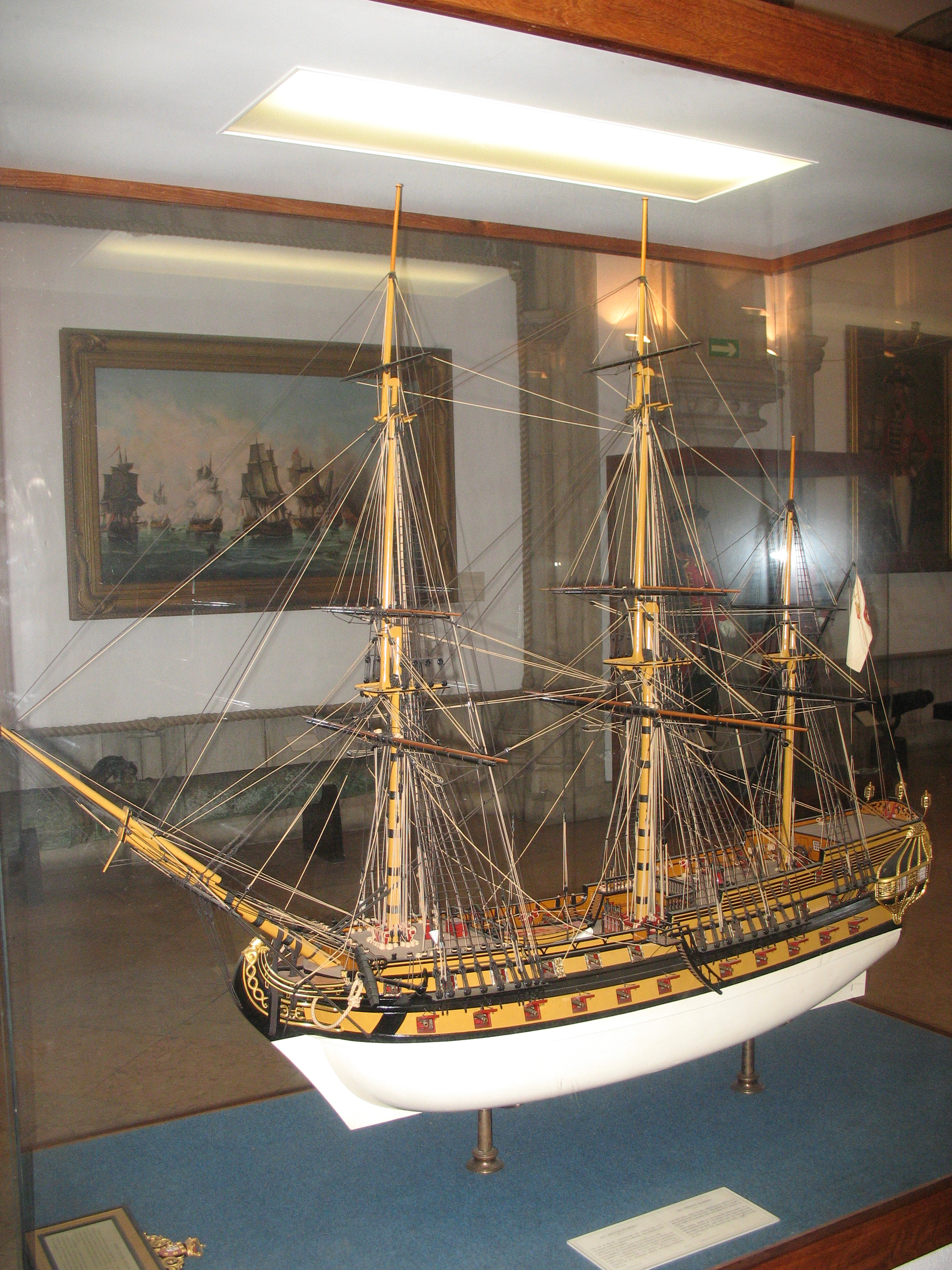
Um modelo exposto no Museu de Marinha, em Lisboa
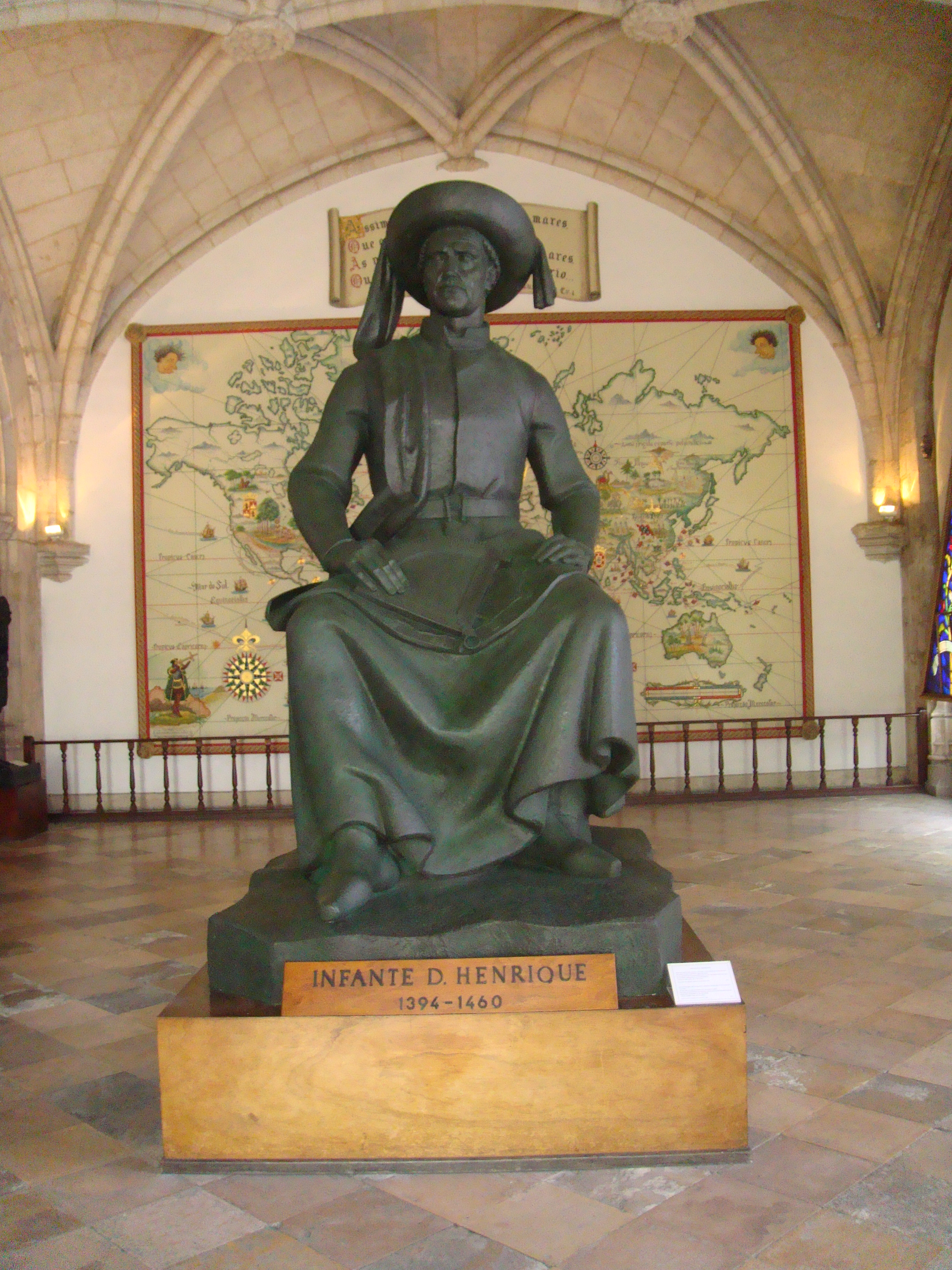
Estátua do Infante Dom Henrique
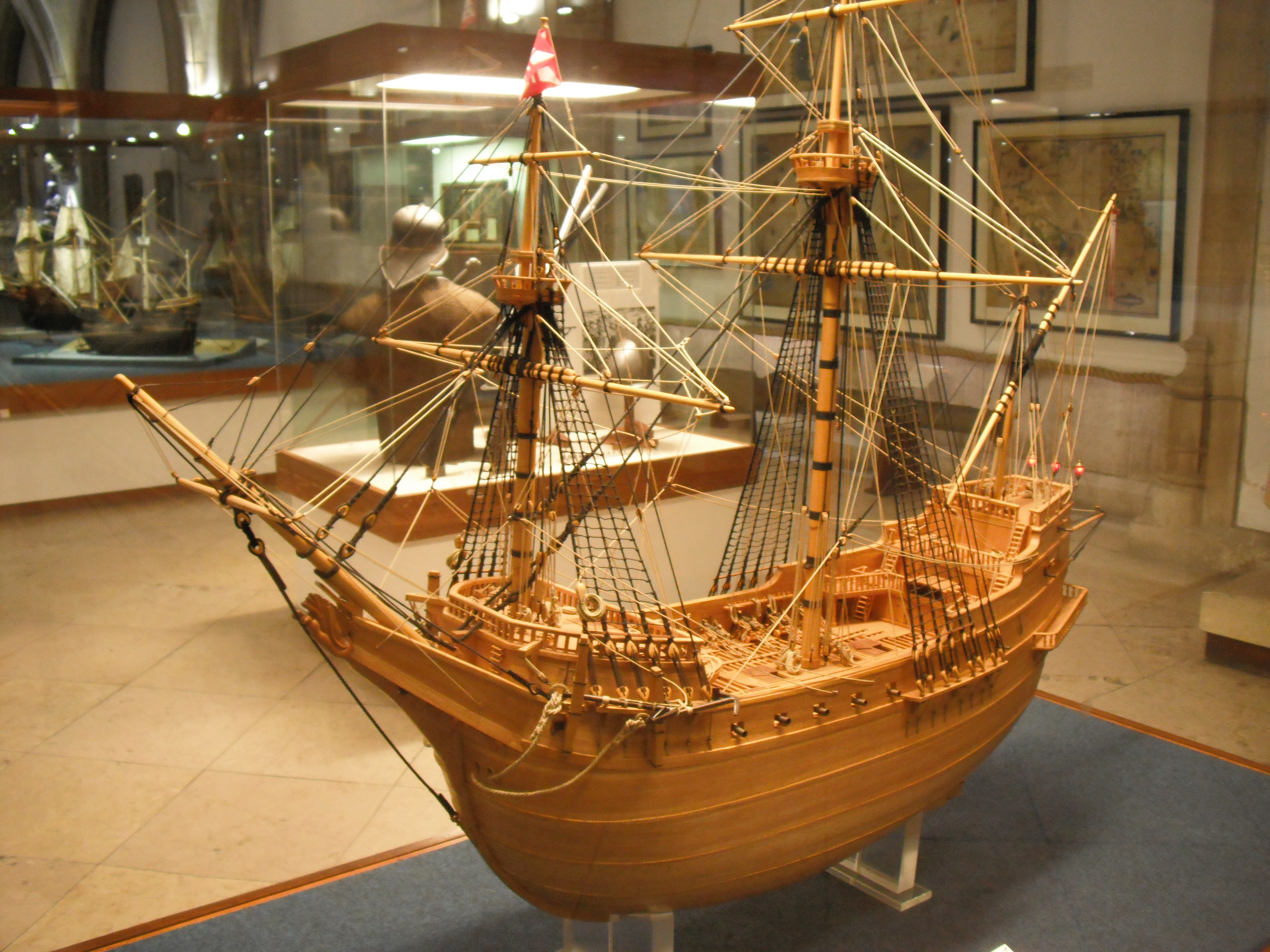
Nau Madre de Deus
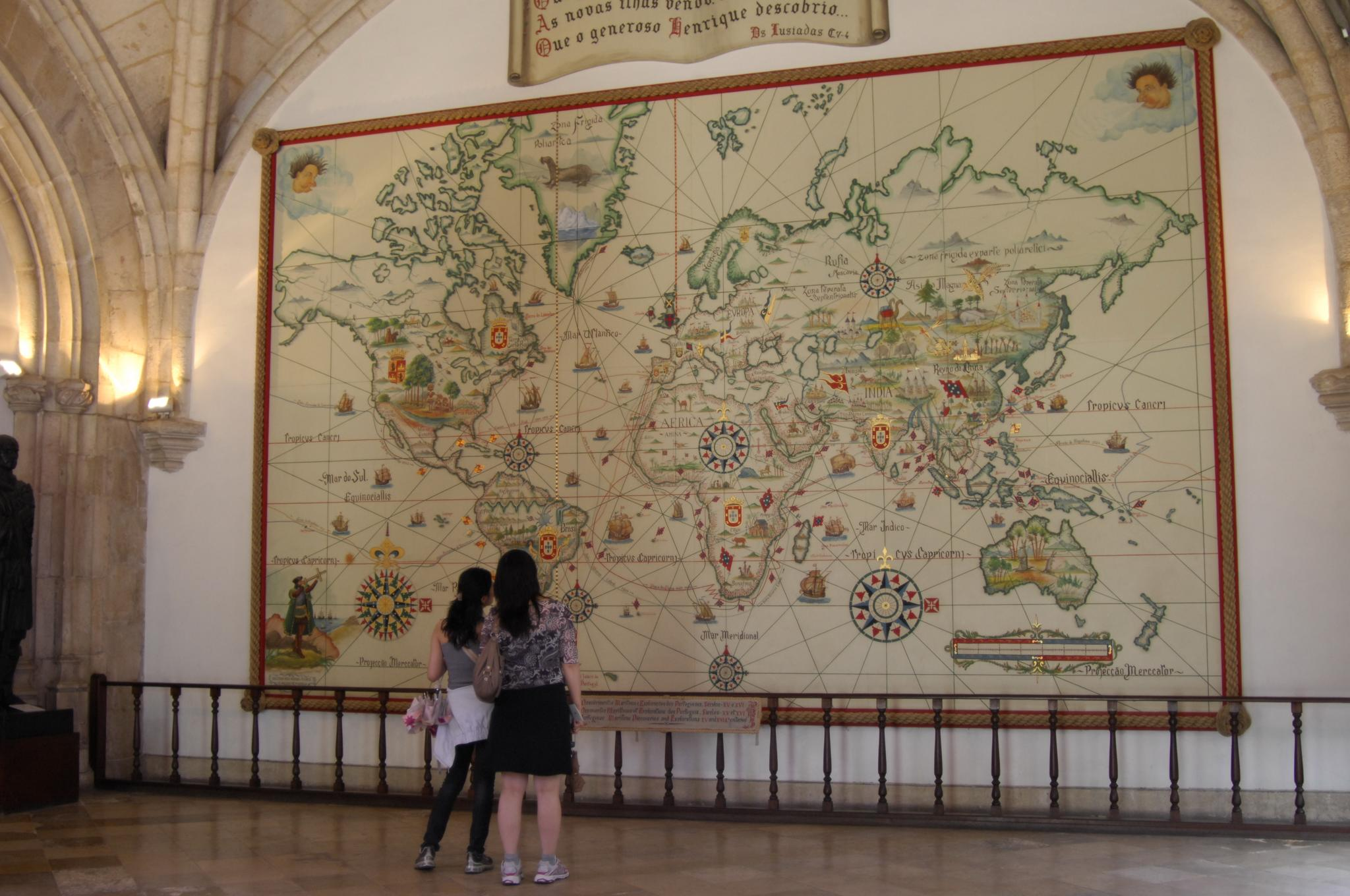
Mapa-múndi